# Arctic Race of Norway 2023
10. ročník etapového cyklistického závodu Arctic Race of Norway se konal mezi 17. a 20. srpna 2023 v Norsku. Celkovým vítězem se stal Brit Stephen Williams z týmu Israel–Premier Tech. Na druhém a třetím místě se umístili Ital Christian Scaroni (Astana Qazaqstan Team) a Američan Kevin Vermaerke (Team dsm–firmenich). Závod byl součástí UCI ProSeries 2023 na úrovni 2.Pro.

## Týmy
Závodu se zúčastnilo 6 z 18 UCI WorldTeamů, 8 UCI ProTeamů, 3 UCI Continental týmy a norský národní tým. Všechny týmy nastoupily na start s šesti závodníky kromě týmu Lidl–Trek s pěti jezdci. Andreas Leknessund (Team dsm–firmenich) neodstartoval první etapu, závod tak odstartovalo 106 jezdců. Do cíle na Nordkappu dojelo 104 z nich.
UCI WorldTeamy
- Arkéa–Samsic
- Astana Qazaqstan Team
- Cofidis
- Lidl–Trek
- Team dsm–firmenich
- Team Jayco–AlUla

UCI ProTeamy
- Bingoal WB
- Burgos BH
- Equipo Kern Pharma
- Human Powered Health
- Israel–Premier Tech
- Q36.5 Pro Cycling Team
- Team Flanders–Baloise
- Uno-X Pro Cycling Team

UCI Continental týmy
- Groupama–FDJ Continental Team
- Team Coop–Repsol
- Trinity Racing

Národní týmy
- Norsko

## Trasa a etapy
| Etapa         | Datum         | Trasa                  | Vzdálenost | Typ    | Typ            | Vítěz                     |
| ------------- | ------------- | ---------------------- | ---------- | ------ | -------------- | ------------------------- |
| 1             | 17. srpna     | Kautokeino – Alta      | 171 km     |        | Rovinatá etapa | Alberto Dainese (ITA)     |
| 2             | 18. srpna     | Alta – Hammerfest      | 153,5 km   |        | Rovinatá etapa | Michele Gazzoli (ITA)     |
| 3             | 19. srpna     | Hammerfest – Havøysund | 167 km     |        | Zvlněná etapa  | Stephen Williams (GBR)    |
| 4             | 20. srpna     | Kvalsund – Nordkapp    | 171,5 km   |        | Zvlněná etapa  | Clément Champoussin (FRA) |
| Celková délka | Celková délka | Celková délka          | 663 km     | 663 km | 663 km         | 663 km                    |

## Průběžné pořadí
| Etapa          | Vítěz               | Celkové pořadí   | Bodovací soutěž     | Vrchařská soutěž    | Soutěž mladých jezdců      | Soutěž týmů           | Cena bojovnosti     |
| -------------- | ------------------- | ---------------- | ------------------- | ------------------- | -------------------------- | --------------------- | ------------------- |
| 1              | Alberto Dainese     | Alberto Dainese  | Alberto Dainese     | Vincent Van Hemelen | Alberto Dainese            | Arkéa–Samsic          | Johan Ravnøy        |
| 2              | Michele Gazzoli     | Noah Hobbs       | Noah Hobbs          | Vincent Van Hemelen | Noah Hobbs                 | Astana Qazaqstan Team | neuděleno           |
| 3              | Stephen Williams    | Stephen Williams | Christian Scaroni   | Vincent Van Hemelen | Tobias Halland Johannessen | Israel–Premier Tech   | Vincent Van Hemelen |
| 4              | Clément Champoussin | Stephen Williams | Clément Champoussin | Vincent Van Hemelen | Kevin Vermaerke            | Israel–Premier Tech   | Christian Scaroni   |
| Konečné pořadí | Konečné pořadí      | Stephen Williams | Clément Champoussin | Vincent Van Hemelen | Kevin Vermaerke            | Israel–Premier Tech   | neuděleno           |

- V 2. etapě nosil Noah Hobbs, jenž byl druhý v bodovací soutěži, modrý dres, protože lídr této klasifikace Alberto Dainese nosil zlatý dres lídra celkového pořadí.
- V 2. etapě nosil Lewis Bower, jenž byl třetí v soutěži mladých jezdců, bílý dres, protože lídr této klasifikace Alberto Dainese nosil zlatý dres lídra celkového pořadí a druhý závodník této klasifikace Noah Hobbs nosil modrý dres lídra bodovací soutěže.
- Ve 3. etapě nosil Alberto Dainese, jenž byl druhý v bodovací soutěži, modrý dres, protože lídr této klasifikace Noah Hobbs nosil zlatý dres lídra celkového pořadí.
- Ve 3. etapě nosil Michele Gazzoli, jenž byl třetí v soutěži mladých jezdců, bílý dres, protože lídr této klasifikace Noah Hobbs nosil zlatý dres lídra celkového pořadí a druhý závodník této klasifikace Alberto Dainese nosil modrý dres lídra bodovací soutěže.

## Konečné pořadí
| Legenda | Legenda                          | Legenda | Legenda                               |
| ------- | -------------------------------- | ------- | ------------------------------------- |
|         | Označuje lídra celkového pořadí  |         | Označuje lídra bodovací soutěže       |
|         | Označuje lídra vrchařské soutěže |         | Označuje lídra soutěže mladých jezdců |
|         | Označuje lídra soutěže týmů      |         |                                       |

### Celkové pořadí
| Pořadí | Jezdec                            | Tým                    | Čas         |
| ------ | --------------------------------- | ---------------------- | ----------- |
| 1      | Stephen Williams (GBR)            | Israel–Premier Tech    | 15h 38' 06" |
| 2      | Christian Scaroni (ITA)           | Astana Qazaqstan Team  | + 1"        |
| 3      | Kevin Vermaerke (USA)             | Team dsm–firmenich     | + 9"        |
| 4      | Tobias Halland Johannessen (NOR)  | Uno-X Pro Cycling Team | + 9"        |
| 5      | Dylan Teuns (BEL)                 | Israel–Premier Tech    | + 11"       |
| 6      | Matthew Dinham (AUS)              | Team dsm–firmenich     | + 12"       |
| 7      | Guillaume Martin (FRA)            | Cofidis                | + 12"       |
| 8      | Roger Adrià (ESP)                 | Equipo Kern Pharma     | + 12"       |
| 9      | Kamiel Bonneu (BEL)               | Team Flanders–Baloise  | + 19"       |
| 10     | Cedrik Bakke Christophersen (NOR) | Team Coop–Repsol       | + 20"       |

### Bodovací soutěž
| Pořadí | Jezdec                           | Tým                           | Body |
| ------ | -------------------------------- | ----------------------------- | ---- |
| 1      | Clément Champoussin (FRA)        | Arkéa–Samsic                  | 36   |
| 2      | Christian Scaroni (ITA)          | Astana Qazaqstan Team         | 27   |
| 3      | Noah Hobbs (GBR)                 | Groupama–FDJ Continental Team | 26   |
| 4      | Michele Gazzoli (ITA)            | Astana Qazaqstan Team         | 24   |
| 5      | Tobias Halland Johannessen (NOR) | Uno-X Pro Cycling Team        | 20   |
| 6      | Stephen Williams (GBR)           | Israel–Premier Tech           | 18   |
| 7      | Alberto Dainese (ITA)            | Team dsm–firmenich            | 15   |
| 8      | Kevin Vermaerke (USA)            | Team dsm–firmenich            | 12   |
| 9      | Dylan Teuns (BEL)                | Israel–Premier Tech           | 12   |
| 10     | Odd Christian Eiking (NOR)       | Norsko                        | 12   |

### Vrchařská soutěž
| Pořadí | Jezdec                            | Tým                           | Body |
| ------ | --------------------------------- | ----------------------------- | ---- |
| 1      | Vincent Van Hemelen (BEL)         | Team Flanders–Baloise         | 26   |
| 2      | Johan Ravnøy (NOR)                | Team Coop–Repsol              | 9    |
| 3      | Stephen Williams (GBR)            | Israel–Premier Tech           | 6    |
| 4      | Walter Calzoni (ITA)              | Q36.5 Pro Cycling Team        | 6    |
| 5      | Lewis Bower (NZL)                 | Groupama–FDJ Continental Team | 6    |
| 6      | Fergus Browning (AUS)             | Trinity Racing                | 6    |
| 7      | Michel Ries (LUX)                 | Arkéa–Samsic                  | 5    |
| 8      | Cedrik Bakke Christophersen (NOR) | Team Coop–Repsol              | 4    |
| 9      | Asbjørn Hellemose (DEN)           | Lidl–Trek                     | 4    |
| 10     | Clément Champoussin (FRA)         | Arkéa–Samsic                  | 4    |

### Soutěž mladých jezdců
| Pořadí | Jezdec                            | Tým                    | Čas         |
| ------ | --------------------------------- | ---------------------- | ----------- |
| 1      | Kevin Vermaerke (USA)             | Team dsm–firmenich     | 15h 38' 15" |
| 2      | Tobias Halland Johannessen (NOR)  | Uno-X Pro Cycling Team | + 0"        |
| 3      | Matthew Dinham (AUS)              | Team dsm–firmenich     | + 3"        |
| 4      | Roger Adrià (ESP)                 | Equipo Kern Pharma     | + 3"        |
| 5      | Kamiel Bonneu (BEL)               | Team Flanders–Baloise  | + 10"       |
| 6      | Cedrik Bakke Christophersen (NOR) | Team Coop–Repsol       | + 11"       |
| 7      | Liam Johnston (AUS)               | Trinity Racing         | + 14"       |
| 8      | Asbjørn Hellemose (DEN)           | Lidl–Trek              | + 18"       |
| 9      | Louis Barré (FRA)                 | Arkéa–Samsic           | + 19"       |
| 10     | Elias Maris (BEL)                 | Team Flanders–Baloise  | + 22"       |

### Soutěž týmů
| Pořadí | Tým                    | Čas         |
| ------ | ---------------------- | ----------- |
| 1      | Israel–Premier Tech    | 46h 55' 54" |
| 2      | Cofidis                | + 1' 02"    |
| 3      | Equipo Kern Pharma     | + 1' 14"    |
| 4      | Uno-X Pro Cycling Team | + 1' 45"    |
| 5      | Q36.5 Pro Cycling Team | + 1' 50"    |
| 6      | Team Flanders–Baloise  | + 2' 29"    |
| 7      | Burgos BH              | + 3' 53"    |
| 8      | Team dsm–firmenich     | + 4' 02"    |
| 9      | Team Coop–Repsol       | + 8' 05"    |
| 10     | Bingoal WB             | + 9' 05"    |